# Казенене, Стасе Адомовна
Стасе Адомовна Казенене (лит. Stasė Kazėnienė; род. 1919 год) — свинарка колхоза «Павасарис» Пакруойского района Литовской ССР. Герой Социалистического Труда (1971).

## Биография
Родилась в 1919 году в Паежеряе. Член КПСС с 1964 года.
Работала свинаркой с 1949 года по 1974 год.
Досрочно выполнила личные социалистические обязательства и плановые производственные задания Восьмой пятилетки (1966—1970) по свиноводству. 8 апреля 1971 года Указом Президиума Верховного Совета СССР удостоена звания Героя Социалистического Труда «за выдающиеся успехи, достигнутые в развитии сельскохозяйственного производства и выполнении пятилетнего плана продажи государству продуктов земледелия и животноводства» с вручением ордена Ленина и золотой медали Серп и Молот.
Умерла в Литве после 1986 года.